# Vitas Gerulaitis Cup 2023
Il Vitas Gerulaitis Cup 2023 è stato un torneo maschile di tennis giocato sul cemento indoor. È stata la 1ª edizione del torneo, facente parte della categoria Challenger 100 nell'ambito dell'ATP Challenger Tour 2023. Si è giocato alla SEB Arena di Vilnius, in Lituania, dal 6 al 12 febbraio 2023.

## Partecipanti

### Teste di serie
| Nazionalità | Giocatore          | Ranking* | Testa di serie |
| ----------- | ------------------ | -------- | -------------- |
| Svizzera    | Dominic Stricker   | 118      | 1              |
| Svezia      | Elias Ymer         | 120      | 2              |
| Austria     | Jurij Rodionov     | 125      | 3              |
| Austria     | Dennis Novak       | 144      | 4              |
| Germania    | Jan-Lennard Struff | 156      | 5              |
| Paesi Bassi | Gijs Brouwer       | 159      | 6              |
| Rep. Ceca   | Vít Kopřiva        | 160      | 7              |
| Francia     | Laurent Lokoli     | 169      | 8              |

* Ranking al 30 gennaio 2023.

### Altri partecipanti
I seguenti giocatori hanno ricevuto una wild card per il tabellone principale:
- Edas Butvilas
- Vilius Gaubas
- Cem İlkel

I seguenti giocatori sono entrati in tabellone come alternate:
- Michael Geerts
- Kacper Żuk
- Mats Moraing
- Nino Serdarušić

I seguenti giocatori sono passati dalle qualificazioni:
- Daniel Masur
- Jahor Herasimaŭ
- Julian Ocleppo
- Denis Yevseyev
- Ergi Kirkin
- Mats Rosenkranz

## Punti e montepremi
| Torneo    | Torneo              | V      | F     | SF    | QF    | 2T    | 1T    | Q | Q2  | Q1  |
| Singolare | Punti               | 100    | 60    | 36    | 20    | 9     | 0     | 5 | 2   | 0   |
| Singolare | Premi in denaro ($) | 16 020 | 9 415 | 5 555 | 3 240 | 1 900 | 1 160 | – | 580 | 290 |
| Doppio    | Punti               | 100    | 60    | 36    | 20    | –     | 0     | – | –   | –   |
| Doppio    | Premi in denaro ($) | 6 845  | 4 050 | 2 400 | 1 420 | –     | 800   | – | –   | –   |

## Campioni

### Singolare
Liam Broady ha sconfitto in finale  Zdeněk Kolář con il punteggio di 6–4, 6–4.

### Doppio
Ivan Liutarevich /  Vladyslav Manafov hanno sconfitto in finale  Arjun Kadhe /  Daniel Masur con il punteggio di 6–0, 6–2.